# Lars Sporrong
Lars-Olof Wilhelm Sporrong, född 26 april 1932 i Flen, Södermanlands län, är en svensk färgkonsult, målare, grafiker och tecknare.
Han är son till gjuteriingenjören Carl-Gustav Sporrong och Ruth Hervor Helena Håkansson. Sporrong studerade fem år vid avdelningen för dekorativ målning på Konstfackskolan i Stockholm och genom självstudier under en vistelse i Paris 1958. Tillsammans med tre andra konstnärer ställde han  ut på Galleri 54 i Göteborg 1960 och tillsammans med Bengt Hammar och Yngve Östensson ställde han ut i Örebro 1963. Han medverkade i Liljevalchs Stockholmssalonger 1962–1963 och Sörmlandssalongerna i Eskilstuna, Nyköping och Katrineholm. Hans konst består av stillebens måleri i den klassiska kubistiska stilen utförda i olja, grafik eller teckning.